# Tatsumi-Schrein

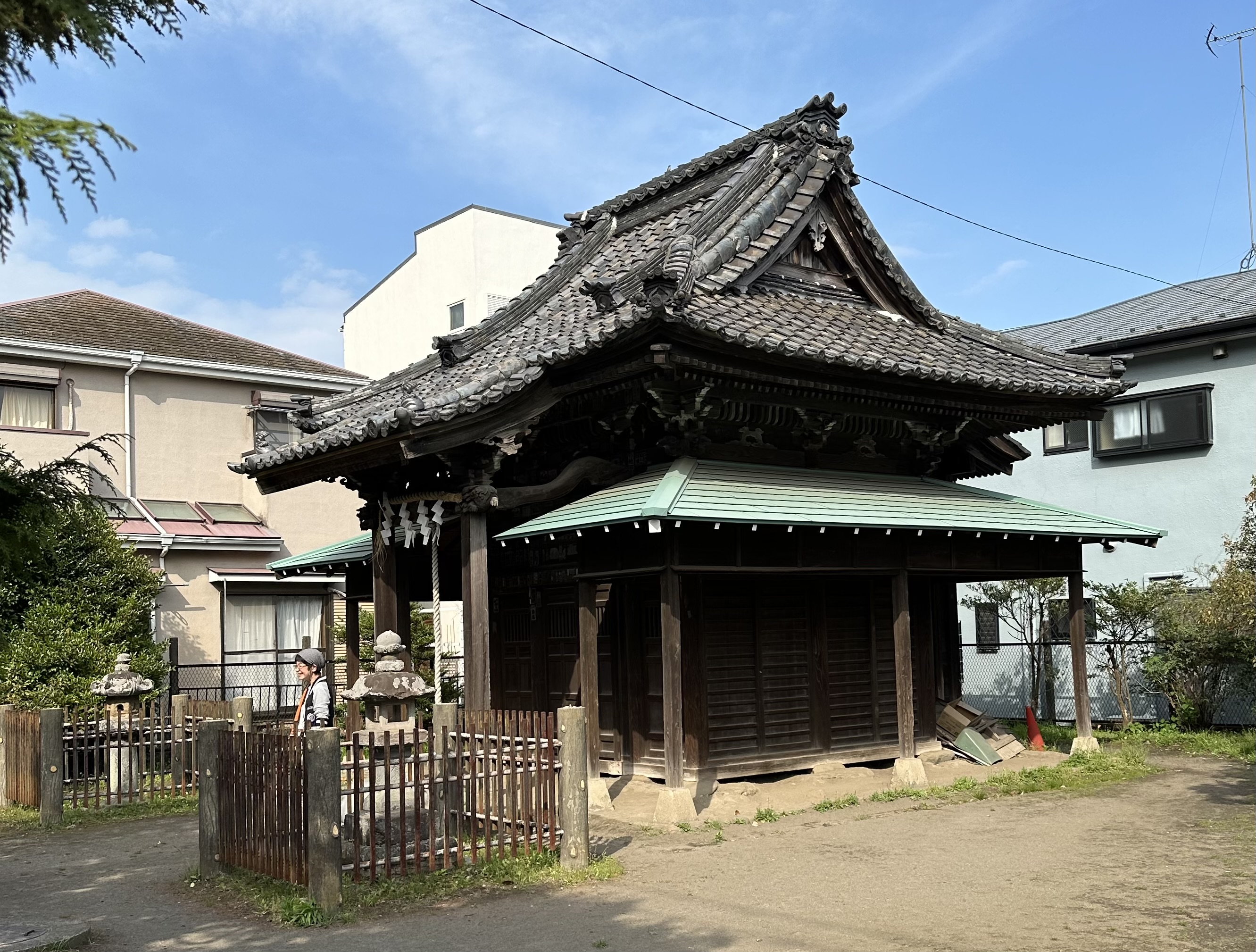
Tatsumi-Schrein, 2025

Der Tatsumi-Schrein (japanisch 巽神社) ist ein Shintō-Schrein in Kamakura in Japan. 
Verehrt wird die Göttin Okutsuhiko no Kami, als Beschützerin von Küchen und Kochfeuern, sowie Homusubi no Kami und Okitsuhiko no Kami. Der Tatsumi-Schrein wird vom nahe gelegenen Tempel Jokomyo-ji geleitet.

## Lage
Der Schrein befindet sich westlich des Stadtzentrums von Kamakura an der Adresse 1-chōme-9-7 Ōgigayatsu, Kamakura, Kanagawa 248-0011.

## Geschichte
Einer Legende nach kam im Jahr 801 der Krieger Sakanoue no Tamuramaro (758–811) auf einem Kriegszug aus Kyoto nach Kamakura. Er soll die Gottheit mitgebracht und auf dem Hügel Kuzuharagaoka einen Schrein errichtet haben, um den Erfolg seines militärischen Einsatzes zu sichern. Später ließ Minamoto no Yoriyoshi (985–1078) den Schrein reparieren. Im Laufe der Zeit ergab sich als Name des Schreins Tatsumi Kojin, weil sich dieser Schrein südöstlich des Tempels Jufuku-ji befand, unter dessen Leitung er stand. Tatsumi ist die Bezeichnung für die südöstliche Himmelsrichtung.

## Architektur
Das Gebäude des Schreins ist eher klein. Davor befinden sich zwei aus der Edo-Zeit stammende Steinlaternen, die sich ursprünglich im Tsurugaoka Hachimangu-Schrein befanden. Rechts des Gebäude steht der kleine Suwa Jinja-Schrein.